# Progressione del record mondiale dei 100 metri piani femminili

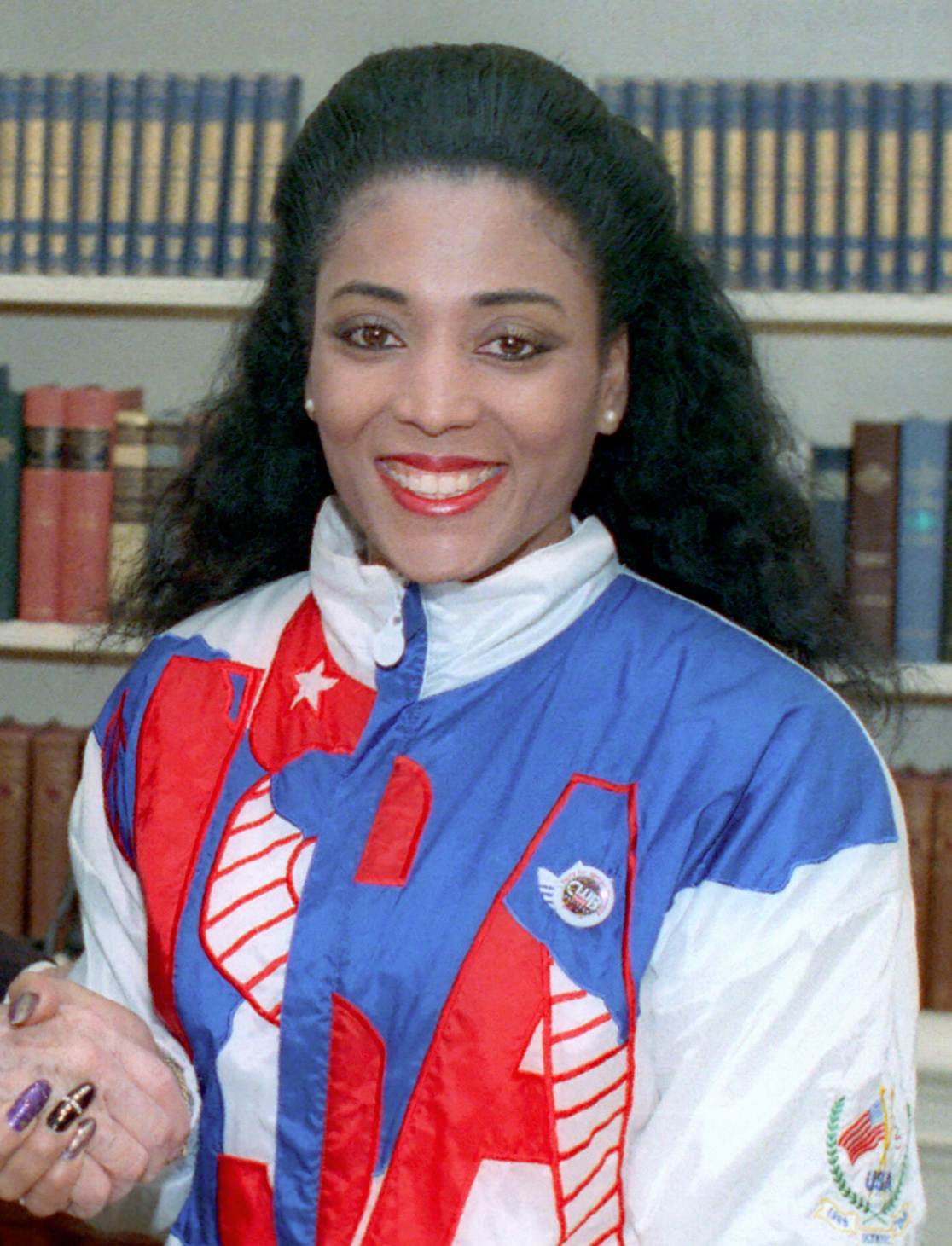
Florence Griffith-Joyner, detentrice del record mondiale della specialità

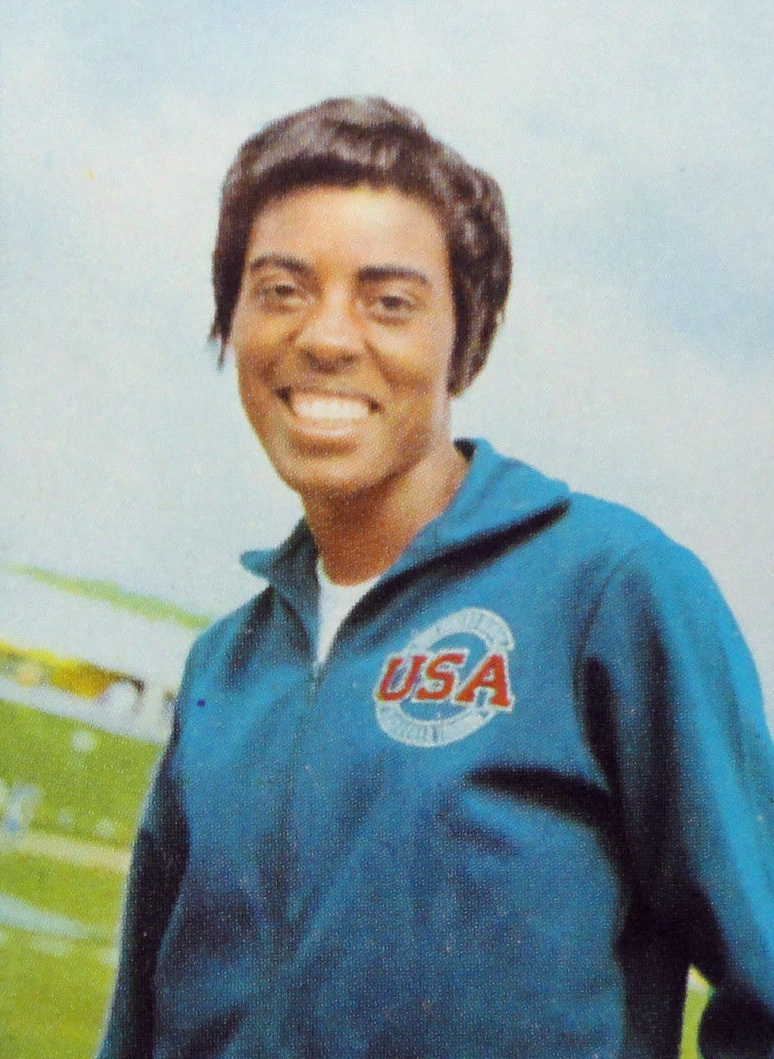
Wyomia Tyus, prima detentrice del record mondiale con cronometraggio elettronico

La voce seguente illustra la progressione del record mondiale dei 100 metri piani femminili di atletica leggera.
Il primo record mondiale femminile venne riconosciuto dalla federazione internazionale di atletica leggera nel 1922. Dal 1975 la federazione internazionale ha accettato anche il cronometraggio elettronico per i record nelle distanze fino ai 400 metri e dal 1977 ha richiesto, per l'omologazione dei record, unicamente il cronometraggio elettronico al centesimo di secondo.
La statunitense Wyomia Tyus, vincitrice dei Giochi olimpici di Città del Messico 1968, e la tedesca orientale Renate Stecher vennero riconosciute come prime detentrici del record mondiale con cronometraggio elettronico con il tempo di 11"07; tuttavia il tempo di Wyomia Tyus venne in seguito corretto in 11"08.
L'attuale detentrice del record mondiale è la statunitense Florence Griffith-Joyner, con il tempo di 10"49 corso nel 1988 ad Indianapolis. Ad oggi, la World Athletics ha ratificato ufficialmente 43 record mondiali di specialità.

## Progressione
| Tempo                      | Vento (m/s) | Atleta                   | Nazione          | Luogo                         | Data              | Note  |
| -------------------------- | ----------- | ------------------------ | ---------------- | ----------------------------- | ----------------- | ----- |
| 13"6 m                     | nw          | Marie Mejzlíková         | Cecoslovacchia   | Praga, Cecoslovacchia         | 5 agosto 1922     |       |
| 12"8 m                     | nw          | Mary Lines               | Regno Unito      | Parigi, Francia               | 20 agosto 1922    |       |
| 12"4 m                     | nw          | Gundel Wittmann          | Germania         | Braunschweig, Germania        | 22 agosto 1926    |       |
| 12"2 m                     | nw          | Kinue Hitomi             | Giappone         | Osaka, Giappone               | 20 maggio 1928    |       |
| 12"0 m                     | nw          | Myrtle Cook              | Canada           | Halifax, Canada               | 2 luglio 1928     |       |
| 12"0 m                     | nw          | Tollien Schuurman        | Paesi Bassi      | Amsterdam, Paesi Bassi        | 31 agosto 1930    |       |
| 11"9 m                     | nw          | Tollien Schuurman        | Paesi Bassi      | Haarlem, Paesi Bassi          | 5 giugno 1932     |       |
| 11"9 m                     | nw          | Stanisława Walasiewicz   | Polonia          | Los Angeles, Stati Uniti      | 1º agosto 1932    |       |
| 11"8 m                     | nw          | Stanisława Walasiewicz   | Polonia          | Poznań, Polonia               | 17 settembre 1933 |       |
| 11"7 m                     | nw          | Stanisława Walasiewicz   | Polonia          | Varsavia, Polonia             | 26 agosto 1934    |       |
| 11"6 m                     | nw          | Helen Stephens           | Stati Uniti      | Kansas City, Stati Uniti      | 8 giugno 1935     |       |
| 11"6 m                     | nw          | Stanisława Walasiewicz   | Polonia          | Berlino, Germania             | 1º agosto 1937    |       |
| 11"5 m                     | nw          | Fanny Blankers-Koen      | Paesi Bassi      | Amsterdam, Paesi Bassi        | 13 giugno 1948    |       |
| 11"5 m                     | +1,7        | Marjorie Jackson         | Australia        | Helsinki, Finlandia           | 22 luglio 1952    | [ 3 ] |
| 11"4 m                     | +1,7        | Marjorie Jackson         | Australia        | Gifu, Giappone                | 4 ottobre 1952    |       |
| 11"3 m                     | +1,4        | Shirley Strickland       | Australia        | Varsavia, Polonia             | 4 agosto 1955     |       |
| 11"3 m                     | +1,4        | Vera Krepkina            | Unione Sovietica | Kiev, Unione Sovietica        | 13 settembre 1958 |       |
| 11"3 m                     | +0,8        | Wilma Rudolph            | Stati Uniti      | Roma, Italia                  | 2 settembre 1960  | [ 4 ] |
| 11"2 m                     | +0,7        | Wilma Rudolph            | Stati Uniti      | Stoccarda, Germania Ovest     | 19 luglio 1961    |       |
| 11"2 m                     | +0,3        | Wyomia Tyus              | Stati Uniti      | Tokyo, Giappone               | 15 ottobre 1964   | [ 5 ] |
| 11"1 m                     | +2,0        | Irena Szewińska          | Polonia          | Praga, Cecoslovacchia         | 9 luglio 1965     |       |
| 11"1 m                     | +0,2        | Wyomia Tyus              | Stati Uniti      | Kiev, Unione Sovietica        | 31 luglio 1965    |       |
| 11"1 m                     | +0,3        | Barbara Ferrell          | Stati Uniti      | Santa Barbara, Stati Uniti    | 2 luglio 1967     |       |
| 11"1 m                     | 0,0         | Lyudmila Samotyosova     | Unione Sovietica | Leninakan, Unione Sovietica   | 15 agosto 1968    |       |
| 11"1 m                     | +1,8        | Irena Szewińska          | Polonia          | Città del Messico, Messico    | 14 ottobre 1968   | [ 6 ] |
| 11"0 m                     | +1,2        | Wyomia Tyus              | Stati Uniti      | Città del Messico, Messico    | 15 ottobre 1968   | [ 7 ] |
| 11"0 m                     | +1,9        | Chi Cheng                | Taiwan           | Vienna, Austria               | 18 luglio 1970    | [ 8 ] |
| 11"0 m                     | +1,9        | Renate Stecher           | Germania Est     | Berlino Est, Germania Est     | 2 agosto 1970     |       |
| 11"0 m                     | +1,7        | Renate Stecher           | Germania Est     | Berlino Est, Germania Est     | 31 luglio 1971    |       |
| 11"0 m                     | -1,5        | Renate Stecher           | Germania Est     | Potsdam, Germania Est         | 3 giugno 1972     |       |
| 11"0 m                     | +1,9        | Ellen Streidt            | Germania Est     | Potsdam, Germania Est         | 15 giugno 1972    |       |
| 11"0 m                     | +1,4        | Eva Glesková             | Cecoslovacchia   | Budapest, Ungheria            | 1º luglio 1972    |       |
| 10"9 m                     | +1,9        | Renate Stecher           | Germania Est     | Ostrava, Cecoslovacchia       | 7 giugno 1973     |       |
| 10"8 m                     | +1,8        | Renate Stecher           | Germania Est     | Dresda, Germania Est          | 20 luglio 1973    | [ 9 ] |
| Cronometraggio elettronico |             |                          |                  |                               |                   |       |
| 11"08                      | +1,2        | Wyomia Tyus              | Stati Uniti      | Città del Messico, Messico    | 15 ottobre 1968   |       |
| 11"07                      | -0,2        | Renate Stecher           | Germania Est     | Monaco, Germania Ovest        | 2 settembre 1972  |       |
| 11"04                      | +0,6        | Inge Helten              | Germania Ovest   | Fürth, Germania Ovest         | 13 giugno 1976    |       |
| 11"01                      | +0,6        | Annegret Richter         | Germania Ovest   | Montréal, Canada              | 25 luglio 1976    |       |
| 10"88                      | +2,0        | Marlies Göhr             | Germania Est     | Dresda, Germania Est          | 1º luglio 1977    |       |
| 10"88                      | +1,9        | Marlies Göhr             | Germania Est     | Karl-Marx-Stadt, Germania Est | 9 luglio 1982     |       |
| 10"81                      | +1,7        | Marlies Göhr             | Germania Est     | Berlino Est, Germania Est     | 8 giugno 1983     |       |
| 10"79                      | +0,6        | Evelyn Ashford           | Stati Uniti      | Colorado Springs, Stati Uniti | 3 luglio 1983     |       |
| 10"76                      | +1,7        | Evelyn Ashford           | Stati Uniti      | Zurigo, Svizzera              | 22 agosto 1984    |       |
| 10"49                      | 0,0*        | Florence Griffith-Joyner | Stati Uniti      | Indianapolis, Stati Uniti     | 16 luglio 1988    |       |

* C'è discussione rispetto al record della Griffith-Joyner, a causa della velocità del vento. Infatti, mentre l'anemometro posto sulla pista registrava assenza di vento (0,0 m/s), quello del salto triplo, collocato a una decina di metri, ne registrava una velocità pari a 4,3 m/s, cioè più del doppio del limite accettabile. La federazione internazionale ha comunque ratificato il tempo come record mondiale. Il secondo miglior tempo fatto registrare dalla Griffith-Joyner, con una velocità del vento all'interno dei limiti (+1,2 m/s), è stato di 10"61.